# Muxima
Muxima är en stad och kommun (comuna) i municipalkommunen Quissama i provinsen Luanda, Angola.  Den grundades 1599 av portugiserna. Muxima betyder "hjärta" på Kimbundu. Muximas fästning och Vårfrukyrkan i Muxima är uppsatt på Angolas lista över förslag till världsarv.